# Neustadt am Kulm
Neustadt am Kulm è una città tedesca di 1 334 abitanti, situata nel land della Baviera.

## Amministrazione

### Gemellaggi
Neustadt è membro del gemellaggio internazionale "Neustadt in Europa", che riunisce 36 città e comuni che portano nel nome la dicitura Neustadt ("città nuova").